# Amara hilaris
Amara hilaris är en skalbaggsart som beskrevs av Thomas Casey. Amara hilaris ingår i släktet Amara och familjen jordlöpare. Inga underarter finns listade i Catalogue of Life.